# Rudolf Wehrmann
Rudolf Wehrmann (* 1. Mai 1911 in Dessau; † 9. April 1980 ebenda) war ein SS-Rottenführer, welcher wegen zahlreicher Verletzungen der Menschenrechte im KZ Roßlau in der SBZ verurteilt wurde.

## Leben

### Herkunft
Wehrmann war das dritte von fünf Kindern von Karl Wehrmann und dessen Ehefrau Frieda Wehrmann. Sein Vater war SPD-Mitglied und von Beruf Eisendreher.

### Karriere
Von 1917 bis 1925 besuchte Wehrmann die Dessauer Volksschule. Danach lernte er 1925 bis 1928 Modelltischler bei der Berlin-Anhaltischen-Maschinenbau AG (BAMAG) in Dessau, wo er auch arbeitete. Später arbeitete er bei Richard Simon & Co. in Dessau, wo er wegen der schlechten Wirtschaftslage am 31. Januar 1931 entlassen wurde. Aufgrund dessen ließ sich Wehrmann von August 1931 bis August 1933 in den Dessauer Jugendwerkstätten weiter zu seinem Beruf ausbilden. Auch war er von September 1932 bis Ende Januar 1933 im freiwilligen Arbeitsdienst tätig.
Am 26. Juni 1933 wurde Wehrmann beim 1. Sturm der 59. SS-Standarte SS-Mitglied (SS-Nr. 133.252) und führte ab August 1933 als Tischler in einem Dessauer Lagerhaus Reparaturarbeiten durch. Nach dieser Tätigkeit wirkte er als Wachmann im KZ Roßlau. Im KZ war Wehrmann einer der aktivsten Schläger, der regelmäßig inhaftierte politische Gefangene terrorisierte. Er nahm an körperlichen Misshandlungen, demütigenden Behandlungen, Quälerei und vielen weiteren Verbrechen aktiv teil. Auch war er maßgeblich am Tode Hugo Jacobys beteiligt, da er häufigerweise brutalst auf ihn einschlug.
Nach einiger Zeit verließ er am 15. Januar 1934 diese Position und meldete sich beim Arbeitsamt. Dort bekam er am 1. Februar 1934 eine Stelle als Tischler bei den Junkers Flugzeug- und Motorenwerken. Er absolvierte von 1935 bis 1936 seinen einjährigen Wehrdienst und arbeitete danach wieder an seinem alten Arbeitsplatz. 
Am 21. Juni 1937 beantragte er die NSDAP-Mitgliedschaft, die er rückwirkend zum 1. Mai 1937 erhielt. Im August 1939 wurde er zur Wehrmacht eingezogen, kehrte aber schon 1940 auf seinen Arbeitsplatz bei den Junkers-Werken zurück, nur um 1942 wieder eingezogen zu werden. Er kämpfte als Oberstgefreiter an der Ostfront und wurde am 11. Februar 1943 schwer am Bein verletzt, was nach einjährigem Lazarettaufenthalt am 24. Februar 1944 die Entlassung als Schwerkriegsbeschädigter zur Folge hatte. Anschließend arbeitete er als Kalkulator bei den Junkers-Werken.
Nach Kriegsende 1945 wechselte er zur Firma Behringer, die einem ehemaligen Kollegen von ihm gehörte.
Am 4. März 1948 wurde Wehrmann, der immer noch in Dessau wohnte, festgenommen und zum Polizeigefängnis Dessau gebracht. Dort wurde er wegen Verbrechen gegen die Menschheit angeklagt und ihm am 3. November der Prozess gemacht. Die Große Strafkammer des Landgerichts Magdeburg verurteilte Rudolf Wehrmann nach KG Nr. 10 wegen „fortgesetzten Verbrechens gegen die Menschlichkeit“ zu sechs Jahren Zuchthaus und Aberkennung der bürgerlichen Ehrenrechte auf die Dauer von sechs Jahren. Zudem wurde er gemäß KD Nr. 38 Artikel II Ziffer 1, 7, 8 als „Hauptbelasteter“ eingestuft.
Am 15. Januar 1955 wurde er sechs Monate vor dem offiziellen Strafende zeitiger entlassen. Bis April 1960 wohnte er immer noch in Dessau, wo er am 9. April 1980 verstarb.

### Familie
Wehrmann heiratete im Oktober 1936 und bekam zwei Kinder.